# Bacilloflagellomera nigrifemuris
Bacilloflagellomera nigrifemuris är en tvåvingeart som beskrevs av Silva 1999. Bacilloflagellomera nigrifemuris ingår i släktet Bacilloflagellomera och familjen lövflugor. Inga underarter finns listade i Catalogue of Life.